# Fergusonina evansi
Fergusonina evansi är en tvåvingeart som beskrevs av Tonnoir 1937. Fergusonina evansi ingår i släktet Fergusonina och familjen Fergusoninidae. Inga underarter finns listade i Catalogue of Life.